# Erlichmanit
Erlichmanit ist ein eher selten vorkommendes Mineral aus der Mineralklasse der „Sulfide und Sulfosalze“ mit der idealisierten chemischen Zusammensetzung OsS2 und damit chemisch gesehen Osmiumdisulfid.
Erlichmanit kristallisiert im kubischen Kristallsystem und findet sich meist in Form winziger Körner (20 μm) in Platin-Eisen-Legierungen (Ferroplatin), Platin-Nuggets oder als Einschlüsse in Chromit. Selten werden auch abgerundete pyritoedrische Kristalle von bis zu einem Millimeter Größe entdeckt. Das Mineral ist in jeder Form undurchsichtig (opak) und zeigt auf den Oberflächen der grauen bis grauweißen Körner einen metallischen Glanz.

## Etymologie und Geschichte
Bereits 1928 stellte der norwegische Professor der Mineralogie Ivar Oftedal (1894–1976) neben Osmiumdisulfid (OsS2) noch RuS2, AuSb2 und MnTe2 synthetisch her, um die Kristallstruktur dieser Verbindungen vom Pyrit-Typus zu analysieren.
Als natürliche Mineralbildung wurde Erlichmanit erstmals in der MacIntosh Mine, einer Edelmetall-Seife etwa einen halben Kilometer nördlich von Willow Creek in den Klamath Mountains im Humboldt County des US-Bundesstaates Kalifornien gefunden. Die Erstbeschreibung erfolgte 1971 durch Kenneth G. Snetsinger. Er benannte das Mineral nach dem Mikrosondenanalytiker der Abteilung Planetologie im Ames Research Center der NASA Jozef Erlichman (1935–), um dessen Leistungen bei der Analyse und Identifikation von mehreren neuen Mineralen – unter anderem Sinoit, Niningerit, Brezinait, Yagiit und Armalcolit – zu ehren.
Das Typmaterial des Minerals wird in der Mineralogischen Sammlung der Stanford University in Kalifornien unter der Katalog-Nr. 51965 und dem National Museum of Natural History in Washington, D.C. (USA) unter der Katalog-Nr. 123914 aufbewahrt.
Zum Vergleich der chemischen Zusammensetzung von Erlichmanit stellte Dr. Joachim Ottemann eine Probe aus West-Äthiopien zur Verfügung, die auch das neue und 1967 durch Ottemann und Stylianos-Savvas Augustithis erstbeschriebene Mineral Roseit (OsS) enthalten sollte. Das bereitgestellte Material enthielt allerdings kein Osmiummonosulfid, obwohl diese Phase in anderen Proben aus der äthiopischen Region vorhanden sein könnte. Ottemann und Augusthitis bezweifelten allerdings selbst aufgrund unzureichender Daten, dass die Vergabe des Namens Roseit zu rechtfertigen sei, zumal der gleiche Name bereits seit 1879 von Dana für ein vermiculitähnliches und der Name Rosit seit 1840 für eine pinitähnliche Pseudomorphose verwendet wurde. 1971 wurde der Name Roseit von der IMA/CNMNC mit einer Mehrheit von über 60 % der Kommission zurückgewiesen (diskreditiert).

## Klassifikation
In der veralteten 8. Auflage der Mineralsystematik nach Strunz ist der Erlichmanit noch nicht verzeichnet.
In der zuletzt 2018 überarbeiteten Lapis-Systematik nach Stefan Weiß, die formal auf der alten Systematik von Karl Hugo Strunz in der 8. Auflage basiert, erhielt das Mineral die System- und Mineralnummer II/D.17-110. Dies entspricht der Klasse der „Sulfide und Sulfosalze“ und dort der Abteilung „Sulfide mit dem Stoffmengenverhältnis Metall : S,Se,Te < 1 : 1“, wo Erlichmanit zusammen mit Aurostibit, Cattierit, Changchengit, Dzharkenit, Fukuchilit, Geversit, Hauerit, Insizwait, Kruťait, Laurit, Maslovit, Mayingit, Michenerit, Padmait, Penroseit, Pyrit, Sperrylith, Testibiopalladit (Rd), Trogtalit, Vaesit und Villamanínit die „Pyritgruppe“ mit der Systemnummer II/D.17 bildet.
Die von der International Mineralogical Association (IMA) zuletzt 2009 aktualisierte 9. Auflage der Strunz’schen Mineralsystematik ordnet den Erlichmanit dagegen in die Abteilung der „Metallsulfide mit M : S ≤ 1 : 2“ ein. Diese ist weiter unterteilt nach dem genauen Stoffmengenverhältnis und den in der Verbindung vorherrschenden Metallen, so dass das Mineral entsprechend seiner Zusammensetzung in der Unterabteilung „M : S = 1 : 2, mit Fe, Co, Ni, PGE usw.“ zu finden ist, wo es zusammen mit Aurostibit, Cattierit, Dzharkenit, Fukuchilit, Gaotaiit, Geversit, Hauerit, Insizwait, dem bisher nicht anerkannten Iridisit, Kruťait, Laurit, Penroseit, Pyrit, Sperrylith, Trogtalit, Vaesit und Villamanínit die „Pyritgruppe“ mit der System-Nr. 2.EB.05a bildet.
Auch die vorwiegend im englischen Sprachraum gebräuchliche Systematik der Minerale nach Dana ordnet den Erlichmanit in die Klasse der „Sulfide und Sulfosalze“ und dort in die Abteilung der „Sulfidminerale“ ein. Hier ist er ebenfalls in der „Pyritgruppe (Isometrisch: Pa3)“ mit der System-Nr. 02.12.01 innerhalb der Unterabteilung „Sulfide – einschließlich Seleniden und Telluriden – mit der Zusammensetzung AmBnXp, mit (m+n) : p = 1 : 2“ zu finden.

## Chemismus
Der idealen (theoretischen) Zusammensetzung von Erlichmanit (OsS2) zufolge besteht das Mineral aus 74,79 % Osmium und 25,21 % Schwefel.
Die Mikrosondenanalyse des Typmaterials aus der MacIntosh Mine ergab allerdings neben 68 % Osmium und 25,3 % Schwefel zusätzlich geringe Gehalte von 3,8 % Rhodium und 2,6 % Iridium sowie Spuren von Palladium (0,5 %) und Ruthenium (0,4 %), die einen Teil des Osmiums ersetzen (Substitution, Diadochie). Eine ähnliche Zusammensetzung hatte auch das analysierte Material aus Oromia in West-Äthiopien mit 64,3 % Osmium und 25,5 % Schwefel sowie 5,5 % Rhodium, 3,5 % Iridium, 0,6 % Palladium und 0,4 % Ruthenium.

## Kristallstruktur
Erlichmanit kristallisiert kubisch in der Pyritstruktur in der Raumgruppe Pa3 (Raumgruppen-Nr. 205) mit dem Gitterparameter a = 5,62 Å sowie vier Formeleinheiten pro Elementarzelle.

## Eigenschaften
Mit einer Mohshärte von 7 bis 7,5, was einer VHN von 1730–1950 kg/mm2 bei einer Prüfkraft von 100 g entspricht, gehört Erlichmanit zu den harten Mineralen. Bei entsprechender Größe wäre Erlichmanit ähnlich wie das Referenzmineral Quarz (Härte 7) in der Lage, Fensterglas zu ritzen.
Die Dichte von natürlichem Erlichmanit beträgt gemessen durchschnittlich 8,28 g/cm3. Die auf der Grundlage der idealisierten Kristalldaten berechnete Dichte ist mit 9,59 g/cm3 etwas höher.

## Bildung und Fundorte
Erlichmanit findet sich in Platinmetall-Seifen, die wahrscheinlich aus chromitithaltigen gebildet wurden und mit Ophiolith und anderen ultramafischen Komplexen vom alaskischen Typ vergesellschaftet waren. Als Begleitminerale können unter anderem Hollingworthit, Irarsit und Laurit, gediegen Platin und Osmium sowie natürliche Pt–Fe- und viele andere Platinmetall-Legierungen und Sulfide auftreten.
Als eher seltene Mineralbildung kann Erlichmanit an verschiedenen Fundorten zum Teil zwar reichlich vorhanden sein, insgesamt ist er aber wenig verbreitet. Weltweit sind bisher knapp 120 Fundorte dokumentiert (Stand 2024). Außer an seiner Typlokalität, der MacIntosh Mine bei Willow Creek trat das Mineral in Kalifornien nur noch am American River nahe Folsom im Sacramento County auf. Weitere bekannte Fundorte in den Vereinigten Staaten sind das Bergbaugebiet Ketchikan im gleichnamigen Gateway Borough und das Bethel Census Area in Alaska, die East Boulder Mine im Sweet Grass County von Montana und nahe dem Nottingham Township im Chromit-Bergbaubezirk State Line im Chester County von Pennsylvania.
In Österreich konnte Erlichmanit bisher nur in einem Ultramafit-Steinbruch mit Serpentinit bei Kraubath an der Mur und in einer unbenannten Chromit-Grube am Mitterberg bei Sankt Stefan ob Leoben in der Steiermark gefunden werden.
Weitere Fundorte liegen unter anderem in Australien, Brasilien, Bulgarien, China, Costa Rica, Ecuador, Finnland, Frankreich, Griechenland, Indien, Indonesien, Japan, Kanada, Kasachstan, Kolumbien, Kuba, Madagaskar, Mexiko, der Mongolei, Neuseeland, Norwegen, Oman, den Philippinen, in Russland, Sierra Leone, der Slowakei, Spanien, Schottland im Vereinigten Königreich, Südafrika, Türkei und Zypern.
Der bisher einzige dokumentierte Fundort außerirdischen Ursprungs ist der Meteorit Acfer 217, der 1991 im algerischen Teil der Sahara gefunden wurde und in dem neben Erlichmanit unter anderem noch Ilmenit, Irarsit, Laurit, Moncheit, Pentlandit, Sperrylith, Spinell und Troilit nachgewiesen werden konnten.